# مصطفی فقیهی
مصطفی فقیهی روزنامه‌نگار اصلاح‌طلب است. وی سردبیر و مدیر مسئول پیشین و صاحب امتیاز فعلی پایگاه خبری انتخاب و مشاور رسانه‌ای اکبر هاشمی رفسنجانی نیز بوده‌است. او تا کنون چندین بار به دلایلی نظیر توهین به رهبری و رئیس‌جمهور و نقد مقامات نظامی و امنیتی و نشر اکاذیب، با اعلام جرم دادستان، وزارت اطلاعات و سپاه پاسداران به دادگاه‌های قضائی ایران احضار و در نهایت بازداشت شده‌است. او همچنین به اتهام درخواست استعفای حاجی‌زاده و شمخانی پس از شلیک و سقوط هواپیمای اوکراینی، با شکایت شورای عالی امنیت ملی مواجه شد و سایت تحت مدیریت او نیز توقیف شد. فقیهی به دلیل برخی افشاگری‌هایش، مورد توجه رسانه‌های داخلی و خارجی قرار گرفته‌ است.

## توقیف انتخاب، بازداشت و بازگشایی
پس از انتخابات ریاست جمهوری ۸۸، سایت تحت مدیریت مصطفی فقیهی برای یازدهمین بار فیلتر شد. همچنین با اعلام جرم دادستان تهران علیه او و همچنین شکایت شورای عالی امنیت ملی، وزارت ارشاد، بانک مرکزی، نائب رئیس شورای شهر و یکی از وزاری دولت هاشمی رفسنجانی، به ۱۱ ماه حبس محکوم شد، گرچه او موفق شد در مرحله تجدید نظر، ۱۱ ماه حبس را به پرداخت جزای نقدی تبدیل کند.
«انتخاب» از سال ۹۰ مجدداً فعالیت خود را آغاز کرد.
سایت تحت مدیریت وی در ایام انتخابات ریاست جمهوری ۹۲، به عنوان تریبون اکبر هاشمی رفسنجانی و حسن روحانی مشهور شد و پس از روی کار آمدن دولت یازدهم نیز، همچنان به عنوان رسانه اول دولت یازدهم شهره است.
مصطفی فقیهی در ۱۵ مهر ۹۲، به دلیل نشر اکاذیب ۲۴ ساعت راهی زندان اوین شد و سپس با وثیقه ۱۰۰ میلیونی آزاد شد.
در بهمن ۹۲، با اعلام جرم دادستانی تهران علیه فقیهی، به دلیل انتشار نامه صادق زیباکلام استاد دانشگاه، سایت انتخاب فیلتر شد، اما پس از ۶ روز مجدداً رفع فیلتر شد.
همچنین در ۹ مهر ۱۳۹۳ سایت انتخاب به دلیل داشتن شاکی خصوصی فیلتر شد و بعد از ۹۰ روز با دستور قاضی محمدی کشکولی، ریاست شعبه ۷۹ کیفری استان تهران رفع فیلتر شد.

## توقیف انتخاب با فشار شمخانی
سایت انتخاب همچنین در ۲۲ دی ماه ۹۸ در کانال تلگرامی اش، از شمخانی دبیر شورای عالی امنیت ملی خواست که «استعفا دهد» اما تنها ۸ ساعت پس از انتشار این خبر، شورای عالی امنیت ملی ضمن شکایت از سایت انتخاب، به هیئت نظارت بر مطبوعات دستور داد این سایت را توقیف کند که در همان روز حکم توقیف سایت انتخاب از سوی هیئت نظارت بر مطبوعات امضا شد.

## توهین به رهبری
فقیهی در ۴ اسفند ۱۳۹۸ در توییتر خود نسبت به اعلام مجرمیتش به اتهام توهین به رهبری چنین نوشت:
امروز به اتهام توهین به مقام معظم رهبری در دادگاه مطبوعات و هیئت منصفه مجرم شناخته شدم.
علت: انتشار کامنتی طی ۲۰ دقیقه در سایت انتخاب، حذف فوری آن! و انتشار عکس و فیلم آن در رسانه‌های سوپر انقلابی برای پرونده سازی علیه همکار خود!

شرحی دیگر بر این «جور» نیست؛ واژگان، خود گویایند!

## افشاگری‌ها

### ساخت و ساز غیرقانونی رئیس‌جمهور
اولین بار مصطفی فقیهی گفت که روحانی «قصد مهاجرت به جماران» را دارد و برای این کار در زمینی که دارای کاربری «باغ» است و فاقد مجوز از شهرداری است، ساخت‌وساز را شروع کرده‌است. او همچنین طوماری از اهالی جماران مبنی بر مخالفت با چنین اقدامی را منتشر کرده بود. محمدجواد حق‌شناس، عضو شورای شهر تهران هم با بازتوییت نوشته فقیهی، «صحت» بروز این تخلف را تأیید کرد. در نهایت بیست و چهار ساعت پس از افشاگری فقیهی، طبقه سوم ملک رئیس‌جمهور در جماران تخریب شد.

### آمار کشته شدگانکرونادر ایران
مصطفی فقیهی به دلیل افشای خبر «فوت ۲۰۰۰ ایرانی به دلیل ابتلا به کرونا» در توییترش، جنجال بسیاری در رسانه‌های داخلی و خارجی ایجاد کرد و باعث حمله تندروهای حامی حکومت به او شد که فقیهی را متهم به «انتشار اخبار دروغ» و «از بین بردن امنیت روانی مردم» می‌کردند. مقامات رسمی دولت ایران، تا این زمان تنها مرگ ۱۷۶ نفر ایرانی را تأیید کرده بودند که ادعای فقیهی، ۱۰ برابر بیش از آمار رسمی را نشان می‌داد.
بسیاری از رسانه‌های محافظه کار و اصولگرا با انتشار اخبار متعدد و درخواست از رئیس قوه قضاییه، خواستار برخورد با فقیهی شدند که نهایتاً در ۲۰ اسفند، او به دلیل این نشر اکاذیب به شعبه ویژه دادسرای رسانه احضار شد. و برخی رسانه‌ها نظیر رادیو فردا نیز از بازداشت او خبر دادند که چند روز بعد، فقیهی بازداشت خود را تکذیب و اعلام کرد در رابطه با توییت «۲ هزار فوتی کرونا» چند بار احضار شده و توضیحاتی در این زمینه ارائه داده‌است.

### عدم اعتبار مدرک نماینده مجلس
فقیهی اسنادی را در ۷ اردیبهشت ۱۳۹۹ در کانال تلگرامی خود مبنی بر جعلی بودن مدرک سینا کمال‌خانی منتشر کرد. وی معتقد است کمال‌خانی مدرک کارشناسی ارشد جامعه‌شناسی خود را از مؤسسه آموزش عالی تفتان جعل کرده‌است چراکه دانشگاه مذکور، فاقد رشته مذکور و مقطع کارشناسی ارشد است. عباسعلی کدخدایی نیز روز بعد این مطلب را تأیید کرده‌است.

### علت عزل رضا رحمانی ازوزارت صمت
مصطفی فقیهی در توییتر مطلبی را مبنی بر علت عزل رضا رحمانی منتشر کرد و در آن چنین نوشت:
‏واعظی⁩ همان مردی که رفاقتش با رضا رحمانی⁩، عامل انتصاب او به ⁧#وزارت_صمت⁩ بود، حالا همان واعظی، عامل براندازی رحمانی شده‌است! واعظی بدنبال ایجاد وزارت بازرگانی و سپس تعیین دو وزیر دیگر و حذف پنهانی رحمانی بود! رحمانی هم مقاومت کرد و مانع جداسازی وزارت بازرگانی شد؛ لذا تاب واعظی سرآمد، روحانی را وسوسه کرد و پراید⁩ بهانه‌ای شد برای پایان وزارت بی‌تجربه‌ترین و ضعیف‌ترین وزیر تاریخ صنعت! این اتفاق، گرچه زشت و خلاف اخلاق بود، اما عملاً به سود وزارت صمت، دولت و مردم تمام خواهد شد.

### شاه دوستی خسرو معتضد
با توجه به مناظره تلویزیونی که بین خسرو معتضد و صادق زیباکلام رخ داد، مصطفی فقیهی سندی را منتشر کرد که در آن خسرو معتضد در مقاله‌ای که برای نشریه‌ای به مناسبت «جشن‌های ۲۵۰۰ساله» در شهریور سال ۱۳۵۰ نوشته بود، از محمدرضا پهلوی تمجید کرده و خود را «شاهدوست» دانسته و خون و شرف خود و ایرانیان را عجین شده با شاه می‌خواند. فقیهی مدتی بعد و در تاریخ ۱۸ بهمن ۹۹ نیز اسناد جدیدی را افشا کرد که در آن معتضد به جهت رد کودتای ۲۸ مرداد، از شخصیت رضا شاه تمجید کرده و او را «نابغه، رهبرِ مردم‌شناس، سردارِ میهن‌پرست و متفکر» توصیف کرده‌است. همچنین وی در صفحه اینستاگرامش که در رسانه‌های ایران بازتاب داشت، فیلم مستند «رستاخیز» به نویسندگی و تهیه‌کنندگی خسرو معتضد را برای اولین بار منتشر و افشا کرد. این فیلم در مورد حزب رستاخیز است و به مدح و ثنای محمدرضاشاه اختصاص دارد.

## شکایت شورای عالی امنیت ملی و توقیف انتخاب پس از اسقاط هواپیمای اوکراینی
سایت انتخاب همچنین در ۲۲ دی ماه ۹۸ در کانال تلگرامی‌اش، به‌دلیل اسقاط هواپیمای اوکراینی، از حاجی‌زاده و شمخانی، دبیر شورای عالی امنیت ملی، خواست که «استعفا دهد» اما تنها ۸ ساعت پس از انتشار این خبر، شورای عالی امنیت ملی ضمن شکایت از فقیهی و سایت انتخاب، به هیئت نظارت بر مطبوعات دستور دادند که این سایت را توقیف کند که در همان روز ضمن برگزاری جلسه فوق‌العاده، حکم توقیف سایت انتخاب از سوی هیئت نظارت بر مطبوعات امضا شد.

## نامه به مقامات سیاسی فرهنگی برای بازگشت بهروز وثوقی
مصطفی فقیهی در ۲۴ اسفند ۱۳۹۹ نامه‌ای خطاب به متولیان سیاست و فرهنگ مبنی بر بازگشت بهروز وثوقی به ایران نوشت. او که از وثوقی با القابی نظیر «اسطوره سینمای ایران» یاد می‌کند خواستار ایجاد کمپین «بازگشت بهروز» شد. نامه فقیهی که در رسانه‌های ایرانی و خارجی منعکس شده، تا کنون واکنش‌های مختلفی از طرف کاربران شبکه‌های مجازی و سیاستمداران ایرانی را به همراه داشته‌است. برخی مانند عطاءالله مهاجرانی از این نامه استقبال کردند و از آن به خردمندی و انصاف یاد کردند اما برخی نیز به مخالفت با محتوای این نامه پرداختند.

## تهدید به قتل
مصطفی فقیهی که در توییتر به نقد افکار محسن رضایی، کنایه و اشاره مکرر به عملیات فریب در جنگ ایران و عراق و کاندیداتوری چندباره‌اش در انتخابات واکنش نشان داده بود، در فروردین ۱۴۰۰ توسط دختر محسن رضایی تهدید به قتل شد.

## رکورد پرمخاطب‌ترین جلسه در کلاب‌هاوس
فقیهی در جلسه‌ای که در ۲۵ فروردین ۱۴۰۰ در کلاب‌هاوس برگزار کرد، رکورد پرمخاطب‌ترین جلسه در کلاب‌هاوس فارسی را تا تاریخ فوق ثبت کرد. مدت زمان این نشست که با حضور فائزه هاشمی رفسنجانی تشکیل شد، شش ساعت بود و حدود بیست و چهار هزار نفر به صورت زنده و مستقیم در این جلسه حضور داشتند.

## ممنوع‌الفعالیت شدن
فقیهی در اردیبهشت ۱۴۰۴ به دلیل انتشار یادداشتی که «جمله‌ گره زدن مذاکرات به امور کشور را تهوع آور» خوانده بود، با فشار رسانه‌های تندروی نزدیک به سعید جلیلی، متهم به توهین به رهبر شد و با اعلام جرم دادستان، از فعالیت رسانه‌ای محروم شد.